# Telenomus harpyiae
Telenomus harpyiae is een vliesvleugelig insect uit de familie van de Scelionidae. De wetenschappelijke naam van de soort is voor het eerst geldig gepubliceerd in 1879 door Mayr.